# Borovics Tamás
Borovics Tamás (Nagyatád, 1974. november 22.) magyar színész.
Gyermekkorát Kaszón töltötte. Általános iskolai tanulmányait Somogyszobon, majd negyedik osztálytól Nagyatádon folytatta.

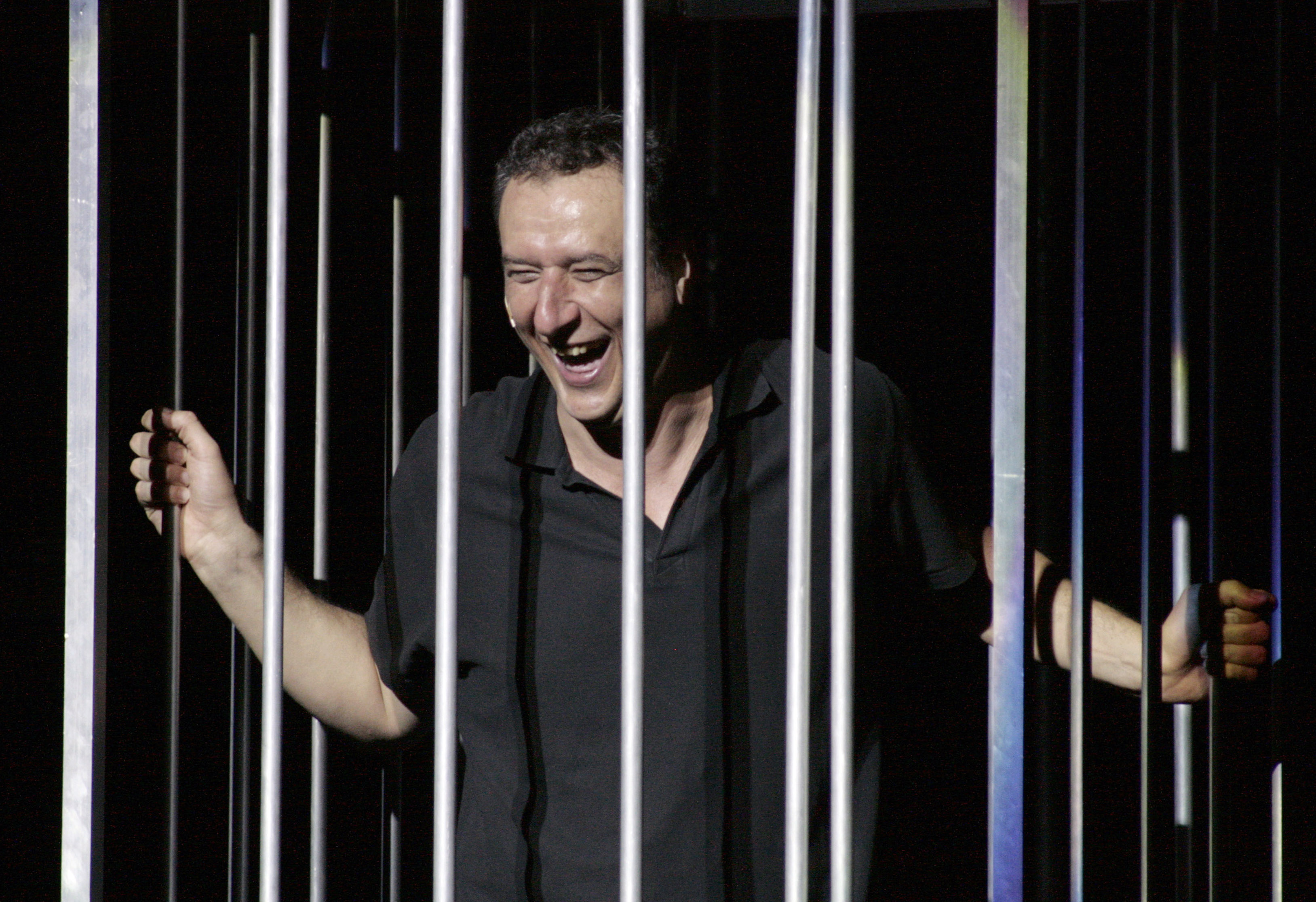
Borovics Tamás a Koldusopera Macheath szerepében, köznapi nevén ő Bicska Maxi (Békéscsabai Jókai Színház előadása (2015)

## Pályája
Erdészeti szakközépiskolában érettségizett, majd ezt követően a színészettel kezdett foglalkozni. Felvették a Békés Megyei Jókai Színház által üzemeltetett Fiatal Színházművészetért Alapítvány Színiiskolába. Itt többek között Soltis Lajos, Galkó Bence, Gáspár Tibor tanítványa volt. 1997-ben a Szegedi Nemzeti Színház tagja lett, azóta is ott játszik. 2006-ban Szegeden négy kollégájával együtt (Melkvi Bea, Harsányi Attila, Gömöri Krisztián, Pataki Ferenc) megalapította a Hetek Csoportját. 2013-ban Kaszás Attila-díjjal tüntették ki.

## Fontosabb színházi szerepei
- Sławomir Mrożek: Nyílt tengeren – Középső
- Fernando Arrabal: A tricikli – Apal
- Móricz Zsigmond: A Zördög
- August Strindberg: Apa – Nöjd
- Mihail Afanaszjevics Bulgakov: A Mester és Margarita – Patkányölő Centurio
- Szigligeti Ede: Liliomfi – Schwartz
- Mándy Iván: Régi idők focija – Vallai, a kapus
- William Shakespeare: Szentivánéji álom – Lysander
- Ivan Kušan: Galócza – Adam Zsazsics
- Zsolt Béla: Nemzeti Drogéria – Torkos
- Vajda Katalin–Valló Péter–Fábri Péter: Anconai szerelmesek – Giovanni
- Kellér Dezső–Horváth Jenő–Szenes Iván: A szabin nők elrablása – Rettegi Fridolin
- Dobozy Imre: A tizedes meg a többiek – Fekete
- A szögedi röpülő tyúk – Mister Janó
- Razglednica – képeslap (irodalmi est)
- Andrew Lloyd Webber–Tim Rice: Evita – Magaldi
- William Shakespeare: A tévedések komédiája – Szirakúzai Antifólusz
- Simon Stephens: Pornográfia – az adjunktus
- Carlo Goldoni: A kávéház – Tomasso 2
- Eisemann Mihály–Zágon István–Somogyi Gyula: Fekete Péter – Sapiro revütáncos
- Szilágyi Eszter Anna: A diótörő – A templom egere/Medveszellem/Gáspár
- Alan Bennet: Beszélő fejek III., A bokrok alján – Wilfred
- William Shakespeare: Hamlet – Hamlet dán királyfi
- Horváth Péter: Csaó bambinó – Én
- Dés László–Geszti Péter–Békés Pál: A dzsungel könyve – Akela
- Anthony Burgess: Mechanikus narancs – bohóc, rendőr, Branom, ellenzék
- Gáli József: Szabadsághegy – Boglár András
- Janik László–Mátyássy Szabolcs: Szindbád – Dzsinn, méretes matróz
- Gábor Andor: Dollárpapa – Iván, a fia
- Makszim Gorkij: Éjjeli menedékhely – Ferdenyakú
- Egressy Zoltán: Reviczky – Ervin gróf
- Gáli József: Válás Veronában – Menyhért
- Balázs Ágnes: Andersen – Ólomkatona
- Ödön von Horváth: Mesél a bécsi erdő – Mister
- Rákos Péter: Mumus – Böhöm, Mumus
- Pör a szamár árnyékáért - színész
- Carlo Collodi–Litvai Nelly: Pinokkió – Macska
- Lehár Ferenc: A víg özvegy – Bogdanowitsh
- Bertolt Brecht: Galilei élete – Bellarmin bíboros, Valaki, A szerzetes
- Romhányi József–Fényes Szabolcs: Hamupipőke – Szakács, Takács, Ács, Kovács
- Presser Gábor–Sztevanovity Dusán: A padlás – színész
- G. B. Shaw: Szent Johanna – Gilles de Rais
- Ivan Kušan: Galócza – Adam Zsazsics, csendőrtizedes
- Egressy Zoltán: Portugál – Sátán
- Molnár Ferenc: Úri divat – Kocsis
- Leonard Bernstein: West Side Story – Diesel
- Rideg Sándor: Indul a bakterház – Csendőr I.
- Graham Chapman–John Cleese–Eric Idle: Gyalog galopp – Herbert, Polgár V.
- William Shakespeare: Rómeó és Júlia – Boldizsár
- Szigligeti Ede: Liliomfi – Szellemfi, Vándorszínész
- John Steinbeck: Egerek és emberek – Lennie
- Friedrich Dürrenmatt: Az öreg hölgy látogatása – Polgármester
- Hubay Miklós: Antipygmalion – Bulcsú
- Hubay Miklós: Ők tudják, mi a szerelem – Adolphe
- Bertolt Brecht–Kurt Weill: Koldusopera – Bicska Maxi
- Pozsgai Zsolt: A Vasgróf – gróf Tisza István
- Bertolt Brecht: Kurázsi mama és gyermekei – A zsoldosvezér, Paraszt
- Herczeg Ferenc: Kék róka – Sándor
- Zalán Tibor: Szása i Szása – Ukrán Szása, katonatiszt
- Egressy Zoltán: Szimpla szerda – Apa
- Ion Luca Caragiale: Az elveszett levél – Prefectus
- Ben Jonson: Volpone – Mosca
- Ibsen/Arthur Miller/B.: A nép ellensége – Peter Stockmann
- Ödön von Horváth: Mesél a bécsi erdő – Tündérkirály
- Peter Shaffer: Amadeus – Johann von Strack császári kamarás
- Papp András–Térey János: Kazamaták – Esztena István
- Molnár Ferenc: Előjáték Lear királyhoz – A burgundi fejedelem
- Molnár Ferenc: Az Ibolya – Igazgató
- Örkény István: Tóték – Tót
- Daniel Keyes: Virágot Algernonnak – Charlie Gordon

## Filmjei
- Szerelem utolsó vérig (2002)
- Fekete krónika (2005)
- Paktum (2009)
- Munkaügyek (2012)
- A galamb papné (2013)
- Veszettek (2015)
- Aranyélet (2018)
- Jófiúk (2019)
- Doktor Balaton (2021)
- El a kezekkel a Papámtól! (2021)
- A Séf meg a többiek (2022)
- Pokoli rokonok (2025)

## Díjai
- Kaszás Attila-díj (2013)
- Makó Lajos-díj (2016)[3]
- Szeged Kultúrájáért díj[4]